# Exército Norte dos Estados Unidos
O Exército Norte dos Estados Unidos (ARNORTH) é uma formação do Exército dos Estados Unidos. Um Comando do Componente de Serviço do Exército (ASCC) subordinado ao Comando Norte dos Estados Unidos (NORTHCOM),  ARNORTH é o componente terrestre da força conjunta do NORTHCOM. ARNORTH é responsável pela defesa interna e apoio à defesa das autoridades civis. A ARNORTH está sediada em Fort Sam Houston, Texas. Redesignado ARNORTH em 2004, foi ativado pela primeira vez no início de janeiro de 1943 como Quinto Exército dos Estados Unidos, sob o comando do Tenente General Mark W. Clark.

## História
A primeira iteração do Quinto Exército foi autorizada pela Lei de Defesa Nacional de 1920 e deveria ser originalmente composta por unidades de Reserva Organizada principalmente das Áreas do Quarto, Quinto e Sexto Corpo. O Quartel-General e a Companhia Sede foram constituídos na Reserva Organizada em 15 de outubro de 1921 e atribuídos à Área do Quinto Corpo. Columbus, Ohio, foi designada como sede após organização, mas a sede nunca foi organizada naquele local. A Sede da Empresa foi iniciada em 1922 em Columbus. Columbus permaneceu como o quartel-general designado do Quinto Exército após sua ativação até 16 de julho de 1932, quando Indianápolis, Indiana, foi designada como o novo quartel-general do exército. Devido ao abandono do plano dos “Seis Exércitos” em favor do plano dos “Quatro Exércitos”, o Quinto Exército foi excluído dos planos de mobilização em 1 de outubro de 1933 e desmobilizado (dissolvido). Suas unidades subordinadas foram transferidas para o Segundo Exército, a Reserva do Quartel-General, ou desmobilizadas.

### Segunda Guerra Mundial
O Quinto Exército dos Estados Unidos foi uma das principais formações do Exército Americano no Mediterrâneo durante a Segunda Guerra Mundial e foi o primeiro exército de campanha americano a ser ativado fora dos Estados Unidos. Foi oficialmente ativado em 5 de janeiro de 1943 em Oujda, no Marrocos Francês, e responsabilizado pela defesa da Argélia e do Marrocos. Também lhe foi atribuída a responsabilidade de planejar a parte americana da invasão da Itália continental e, portanto, não esteve envolvido na invasão aliada da Sicília, onde lhe foi atribuída a função de treinar tropas de combate destinadas à Sicília. O Quinto Exército dos Estados Unidos foi inicialmente comandado pelo Tenente-General Mark Clark, que lideraria o Quinto Exército por quase dois anos, e experimentaria alguns dos combates mais difíceis da Segunda Guerra Mundial, quando o V Exército se engajou na Frente Italiana; uma frente que foi muitas vezes mais reminiscente da guerra de trincheiras da Frente Ocidental na Primeira Guerra Mundial. Escrevendo ao Tenente-General Jacob L. Devers (vice-americano do Marechal Sir Henry Maitland Wilson, comandante do Teatro do Mediterrâneo) no final de março de 1944, Clark explicou as dificuldades dos combates na Itália até então, o que poderia ser dito de toda a campanha. Eram, afirmou ele,
"terreno, clima, posições defensivas cuidadosamente preparadas nas montanhas, tropas inimigas determinadas e bem treinadas, meios grosseiramente inadequados à nossa disposição durante a ofensiva, com forças aproximadamente iguais às do defensor".
O Quinto Exército entrou em ação pela primeira vez durante os desembarques de Salerno (Operação Avalanche), em setembro de 1943. O Teatro do Mediterrâneo era composto por um corpo americano e um britânico. Eles eram o VI Corpo dos EUA, sob o comando do Major General Ernest J. Dawley  e o X Corpo Britânico, sob o comando do Tenente-General Richard L. McCreery.  Em Salerno, o VI Corpo desembarcou no flanco direito, e o X Corpo no flanco esquerdo. O progresso foi inicialmente lento, em parte devido à falta de iniciativa de Dawley, o comandante do VI Corpo, e também devido à resistência alemã mais forte do que o esperado. No entanto, o pesado bombardeio naval e aéreo, juntamente com o lançamento de paraquedas por elementos da 82ª Divisão Aerotransportada americana, salvou as forças de qualquer perigo de serem empurradas de volta para o mar, combinado com a aproximação do Oitavo Exército Britânico, sob o comando do General Bernard Montgomery (o Oitavo Exército desembarcou mais ao sul na Operação Baytown,  seis dias antes da Operação Avalanche), o 10º Exército Alemão começou a recuar. Em 20 de setembro, altura em que o Quinto e o Oitavo Exércitos se uniram,  o Major General Dawley, comandante do VI Corpo, foi destituído do seu comando por Mark Clark. Dawley foi temporariamente nomeado vice-comandante do exército e logo foi substituído no comando do VI Corpo pelo Major-General John P. Lucas.

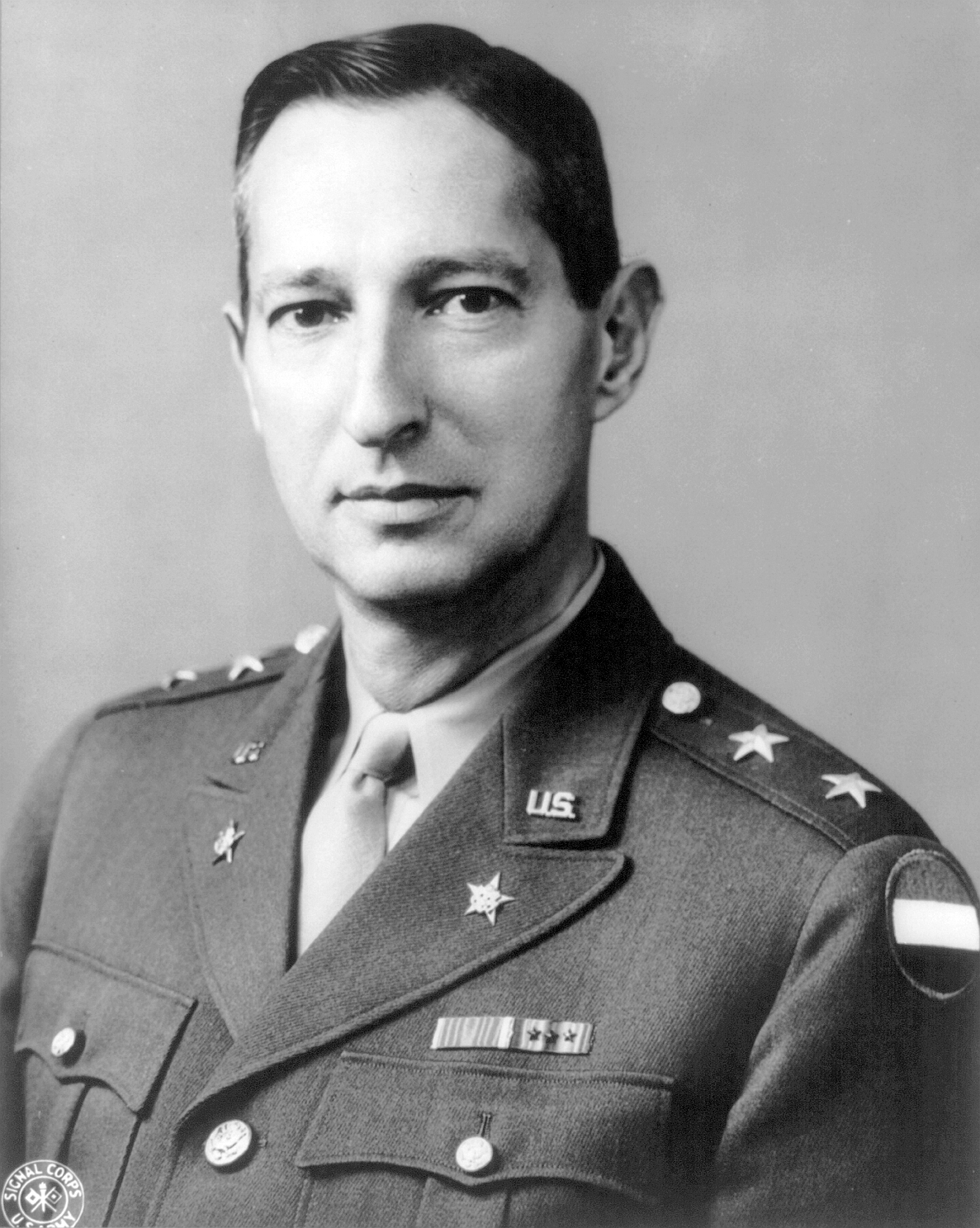
Mark W. Clark, retratado em 1942 como major-general, comandou o Quinto Exército durante a maior parte de seu serviço na Segunda Guerra Mundial.

O progresso foi bom por algumas semanas e o Quinto Exército cruzou a Linha Bárbara e a Linha Volturno até que os alemães se viraram, resistiram e lutaram. Eles estabeleceram uma posição na Linha de Inverno (também conhecida como Linha Gustav), que incluía as formidáveis posições defensivas em San Pietro Infine, no Vale do Liri, e em Monte Cassino. Nessa altura, o Quinto Exército tinha sido reforçado pelo II Corpo americano, comandado pelo Major-General Geoffrey Keyes.  No final de novembro, o Quinto Exército de Clark quase dobrou de tamanho, com a adição do Corpo Expedicionário Francês do General Alphonse Juin, de 130.247 homens para 243.827.  Com o fracasso das primeiras operações para capturar Monte Cassino, foi feita uma tentativa de explorar a preponderância dos Aliados no poder marítimo antes que a invasão da Normandia roubasse o Mediterrâneo das forças navais necessárias para um assalto anfíbio para tomar Roma.
O VI Corpo, com sua experiência em desembarques anfíbios em Salerno, foi escolhido para o ataque e retirado da linha, substituído pelo Corpo Expedicionário Francês. Foi feita uma segunda tentativa de capturar o Monte Cassino em conjunto com o assalto anfíbio do VI Corpo, o qual novamente falhou. O VI Corpo desembarcou em Anzio, sem oposição,  em 22 de janeiro de 1944 na Operação Shingle, e sofreu muitos dos mesmos problemas que foram vistos em Salerno. A percepção de falta de iniciativa por parte do comandante, Major-General Lucas, combinada com preocupações de que os alemães pudessem pegar o VI Corpo desprevenido se ele avançasse muito para o interior, resultou ns cabeça de praia sendo engarrafada. Os alemães lançaram uma série de ataques e contra-ataques, com ambos os lados sofrendo pesadas perdas, e quase romperam as últimas defesas da cabeça de praia antes de serem novamente repelidos por forte apoio naval e aéreo. A falha, no entanto, "não foi devida à incompetência de Lucas; foi devida, em vez disso, a ilusões, a um planejamento operacional defeituoso e à capacidade do exército alemão de responder de forma enérgica e agressiva".
Após o fracasso da Operação Shingle, uma grande reorganização ocorreu. Anteriormente, os Apeninos eram a linha divisória entre o Quinto e o Oitavo Exércitos. No entanto, a linha divisória foi deslocada para o oeste, de modo a permitir a concentração de ambos os exércitos no lado ocidental da Itália, para que houvesse o máximo de poder de fogo possível para chegar a Roma. O V Corpo britânico foi deixado na costa do Adriático para imobilizar quaisquer unidades alemãs ali presentes. O Quinto Exército foi dispensado da responsabilidade por Cassino  e as fases finais daquela batalha viram tropas indianas, neozelandesas e finalmente polonesas serem lançadas contra a fortaleza. O Quinto Exército também perdeu o X Corpo Britânico de McCreery nessa época, pois acreditava-se que ter unidades organizadas exclusivamente pelos americanos sob o Quinto Exército e unidades organizadas pelos britânicos sob o Oitavo Exército facilitaria a logística.
O avanço foi alcançado na primavera de 1944. Ataques coordenados de todas as forças aliadas, exceto o V Corpo, que estava confinado a uma ação de contenção, conseguiram avançar. O II Corpo atacou ao longo da costa, o Corpo Expedicionário Francês, em uma demonstração clássica de guerra de montanha, avançou pelo flanco direito do Quinto Exército, e o VI Corpo, agora comandado pelo Major-General Lucian K. Truscott, saiu da cabeça de praia de Anzio. No início do verão, as forças aliadas estavam a caminho de capturar Roma.
Nesse ponto, ocorreu um dos incidentes mais controversos da história do Quinto Exército. A concepção estratégica do General Sir Harold Alexander, que comandava os Exércitos Aliados na Itália (mais tarde renomeado 15º Grupo de Exércitos),  era que as forças do VI Corpo, vindas de Anzio, encurralariam as forças alemãs em retirada e as deixariam para serem aniquiladas pelo avanço do Quinto e Oitavo Exércitos.  Entretanto, contrariando as ordens, Clark desviou unidades do VI Corpo para Roma, deixando uma pequena força de bloqueio para tentar deter os alemães. Não conseguiu, e as forças alemãs conseguiram escapar e restabelecer uma linha coerente ao norte de Roma. Clark alegou que havia ameaças alemãs significativas que exigiam o desvio, mas muitos acreditam que ele estava principalmente em busca de glória por ser o primeiro a libertar Roma.
Em 6 de junho de 1944, dois dias após a queda de Roma, foi lançada a Operação Overlord.  A concepção estratégica da Overlord exigia que uma operação de apoio fosse montada invadindo o sul da França. Para isso, as forças dos Exércitos Aliados na Itália teriam que ser retiradas. No final, o VI Corpo foi retirado, formando o núcleo das forças de campanha do Sétimo Exército dos EUA para a invasão da Riviera Francesa, a Operação Dragão. O Corpo Expedicionário Francês também foi retirado, para permitir que seus homens fossem utilizados no Primeiro Exército Francês, uma formação subsequente  usada na Operação Dragoon. Em pouco menos de dois meses, a força do Quinto Exército caiu de 248.989 para 153.323.  Entretanto, a Força Expedicionária Brasileira, com 25.000 homens, sob o comando do futuro Marechal João Batista Mascarenhas de Morais,  bem como outras divisões, chegaram para se alinhar com o IV Corpo americano (que havia chegado em junho) sob o comando do Major-General Willis D. Crittenberger, então dois corpos foram mantidos dentro do Quinto Exército.
Na segunda metade de 1944, as forças aliadas que lutavam na Frente Italiana dentro do Quinto Exército dos EUA e do Oitavo Exército Britânico assemelhavam-se mais a uma força multinacional constituída por: americanos (incluindo afro-americanos e nipo-americanos segregados), britânicos, franceses, membros das colônias francesas e britânicas (neozelandeses, canadenses, indianos, gurkhas, africanos negros, marroquinos, argelinos, judeus e árabes do Mandato Britânico da Palestina, sul-africanos e rodesianos), bem como brasileiros e forças exiladas da Polônia, Grécia, antiga Tchecoslováquia e italianos antifascistas.
Os alemães restabeleceram sua linha através da Itália no nível de Pisa e Rimini. As forças aliadas passaram mais um inverno, após combates ferozes no verão e no outono, em frente à Linha Gótica, frustradas com sua incapacidade de avançar. Desta vez, o Quinto Exército, com o XIII Corpo britânico a comando, liderado pelo Tenente-General Sidney Kirkman (cuja relação com Mark Clark era aparentemente muito tempestuosa), estava atravessando os Apeninos, com muitas de suas unidades ocupando posições altas e expostas, difíceis de guarnecer. Naquele inverno também houve uma mudança significativa de comando. O Tenente-General Mark Clark foi transferido para comandar o 15º Grupo de Exércitos (anteriormente denominado Exércitos Aliados na Itália), e o Tenente-General Lucian K. Truscott foi nomeado para comandar o Quinto Exército em seu lugar. Truscott comandaria de 16 de dezembro de 1944 até o fim da guerra. Outra mudança ocorreu em janeiro de 1945, quando o XIII Corpo voltou ao controle do Oitavo Exército britânico, que também havia passado por muitas mudanças na composição e no comando, e agora era comandado pelo Tenente-General Richard L. McCreery.
Na ofensiva final da campanha italiana, lançada em abril de 1945, contra o Grupo de Exércitos C alemão, o Oitavo Exército iniciou a ofensiva principal na costa do Adriático, e então o Quinto Exército também rompeu as defesas alemãs ao redor de Bolonha. As unidades alemãs, em sua maioria, foram encurraladas no rio Pó e destruídas, ou pelo menos privadas de seu transporte e armas pesadas, o que efetivamente tornou muitas delas inúteis. Unidades do II Corpo avançaram por Milão em direção à fronteira francesa e ao grande porto de Gênova. O IV Corpo avançou para o norte através de Verona, Vicenza e até Bolzano e o Passo do Brennero, onde se uniram a elementos do Sétimo Exército americano, sob o comando do Tenente-General Alexander Patch.
Seu papel na Itália custou caro ao Quinto Exército, que sofreu 109.642 baixas em 602 dias de combate, das quais 19.475 foram mortos em combate. O quartel-general do Quinto Exército retornou aos Estados Unidos em setembro de 1945, e a grande unidade seria desativada em 2 de outubro de 1945 no Camp Myles Standish, em Massachusetts.
Nas competições atléticas informais realizadas entre unidades dos teatros europeu e norte-africano, o Quinto Exército estava entre os mais bem-sucedidos, ganhando títulos em basebol, boxe, natação e futebol durante a temporada de 1944. O campeonato de futebol foi conquistado após uma vitória sobre a 12ª Força Aérea no Spaghetti Bowl em 1º de janeiro de 1945.

### Ordem de Batalha em agosto de 1944
(Parte do 15º Grupo de Exércitos)
- Quinto Exército dos Estados Unidos – (Tenente-General Mark Clark)
  -  II Corpo dos EUA – (Major-General Geoffrey Keyes)
    -  34ª Divisão de Infantaria dos EUA – (Major-General Charles L. Bolte)
    -  88ª Divisão de Infantaria dos EUA – (Major-General John E. Sloan)
    -  91ª Divisão de Infantaria dos EUA – (Major-General William G. Livesay)

  -  IV Corpo dos EUA – (Major-General Willis D. Crittenberger)
    -  6ª Divisão Blindada Sul-Africana – (Major-General Evered Poole)
    -  85ª Divisão de Infantaria dos EUA – (Major-General John B. Coulter)
    -  Força Expedicionária Brasileira - (General-de-Brigada Mascarenhas de Morais)
    -  442º Regimento de Infantaria dos EUA

  -  XIII Corpo Britânico – (Tenente-General Sidney Kirkman)
    - 1ª Divisão de Infantaria Britânica – (Major-General Charles Loewen)
    -  6ª Divisão Blindada Britânica – (Major-General Horatius Murray)
    -  8ª Divisão de Infantaria Indiana – (Major-General Dudley Russell)

  - Grupo de Exército Reserva
    -  1ª Divisão Blindada dos EUA – (Major-General Vernon Prichard)

### Pós-guerra
O próximo papel do Exército foi consideravelmente menos violento, sendo reativado em 11 de junho de 1946, em Chicago, sob o comando do Major-General John P. Lucas, que comandou o VI Corpo dos EUA nos estágios iniciais da Batalha de Anzio antes de ser substituído. O Exército forneceu unidades treinadas e substituições às forças americanas na Guerra da Coreia, do verão de 1950 até o final de 1952.  Foi redesignado como Quinto Exército dos Estados Unidos em 1º de janeiro de 1957. Sua função no pós-guerra foi como quartel-general de comando e controle para unidades da Reserva do Exército dos EUA e da Guarda Nacional, formalmente responsável pelo treinamento de muitas tropas do Exército e também pela defesa terrestre de parte do território continental dos Estados Unidos. Em junho de 1971, o Quinto Exército mudou-se para sua base atual em Fort Sam Houston, no Texas .

### Redesignação em 2004
Em 2004, o Quinto Exército transferiu suas obrigações de preparação da Reserva para o Primeiro Exército e tornou-se responsável pela defesa nacional e pelo Apoio à Defesa das Autoridades Civis (DSCA) como Exército Norte dos Estados Unidos, o Comando do Componente de Serviço do Exército do Comando Norte dos Estados Unidos. A Força-Tarefa Conjunta de Apoio Civil, um comando subordinado, é designada como o elemento de comando do Departamento de Defesa (DoD) para assistência do Departamento de Defesa à resposta federal geral a uma solicitação de assistência de um governo estadual no caso de uma emergência catastrófica química, biológica, nuclear ou explosiva de alto rendimento (CBRNE). O comando também tem um Posto de Comando de Contingência (CCP) subordinado, conhecido como Força-Tarefa-51, que é responsável por responder a todos os incidentes perigosos que exigem assistência do DOD. A TF-51 pode ser empregada como uma força-tarefa para todos os riscos ou uma Força-Tarefa Conjunta (JTF) com reforço conjunto.
Em 2020, a ARNORTH mitigou a pandemia da COVID-19 ao criar hospitais usando 15 Forças-Tarefa Médicas de Suplementação Urbana.

## Organização
A organização atual do Exército Norte dos EUA em 21 de dezembro de 2021 é a seguinte:
- Quartel-General do Exército & Quartel-General do Batalhão, em Fort Sam Houston, no Texas
  - 323ª Banda do Exército "Fort Sam's Own"
- Força-Tarefa Conjunta Norte (JTF-N), em Fort Bliss, no Texas
- Elementos de Coordenação de Defesa (DCE)
- Força-Tarefa 46 (Guarda Nacional do Exército de Michigan), em Lansing, em Michigan – CBRN, parte do 46º Comando da Polícia Militar
- Força-Tarefa 51
- Força-Tarefa 76 (Reserva do Exército), em Salt Lake City, em Utah – CBRN, parte do 76º Comando de Resposta Operacional
- Força-Tarefa Conjunta de Apoio Civil, na Base Conjunta Langley–Eustis, em Virgínia
- Atividade de Treinamento de Apoio Civil (CSTA)
- 505ª Brigada de Inteligência Militar (Teatro) (Reserva do Exército)[33]
  - Quartel-General e Companhia do Quartel-General, em Fort Sam Houston, no Texas
  - 383º Batalhão de Inteligência Militar, QG em Belton, no Missouri
  - 549º Batalhão de Inteligência Militar, em Camp Bullis, no Texas
- 263º Comando de Defesa Aérea e de Mísseis do Exército (Guarda Nacional do Exército da Carolina do Sul)[34][35]
  - Quartel-General de Comando e Bateria do Quartel-General, em Anderson, na Carolina do Sul
  - 2º Batalhão, 263º Regimento de Artilharia de Defesa Aérea, em Anderson, na Carolina do Sul (4 baterias em Seneca, Easley e Clemson)
- 3º Comando de Sustentação (Expedicionário) – parte do XVIII Corpo Aerotransportado[36]
  - Comando do Batalhão de Tropas Especiais, em Fort Bragg, na Carolina do Norte
  - 330º Batalhão de Controle de Movimento
  - 264º Batalhão de Apoio de Sustentação de Combate
- 4ª Divisão de Infantaria Brigada de Sustentação – parte do 4ª Divisão de Infantaria[37][38]
  - 4º Batalhão de Tropas Especiais, em Fort Carson, no Colorado
  - 68º Batalhão de Apoio à Sustentação de Combate
- 167º Comando de Sustentação do Teatro (Guarda Nacional do Exército do Alabama)[39]
  - Comando do Batalhão de Tropas Especiais, em Fort McClellan, no Alabama
  - 1169º Batalhão de Contratação de Contingência, em Huntsville, no Alabama
  - 135º Comando de Sustentação (Expedicionário)
    - Quartel-General do Comando, em Birmingham, no Alabama
    - 731º Batalhão de Apoio ao Combate, em Tallassee, no Alabama
    - 1103º Batalhão de Apoio ao Combate, em Eufaula, no Alabama
    - 1200º Batalhão de Apoio de Combate, em Ashland, no Alabama
    - 440º Destacamento de Transporte, em Selma, no Alabama

  - 279ª Brigada de Apoio de Campanha do Exército, QG em Huntsville, no Alabama[40]
    - 1169º Batalhão de Contratação, em Fort Jackson, na Carolina do Sul – dissolvido em 2020[41]

  - 111º Grupo de Material Bélico
    - Quartel-General do Grupo & Quartel-General do Destacamento, em Opelika, no Alabama
    - 441º Batalhão de Material Bélico, em Huntsville, no Alabama

## Comandantes

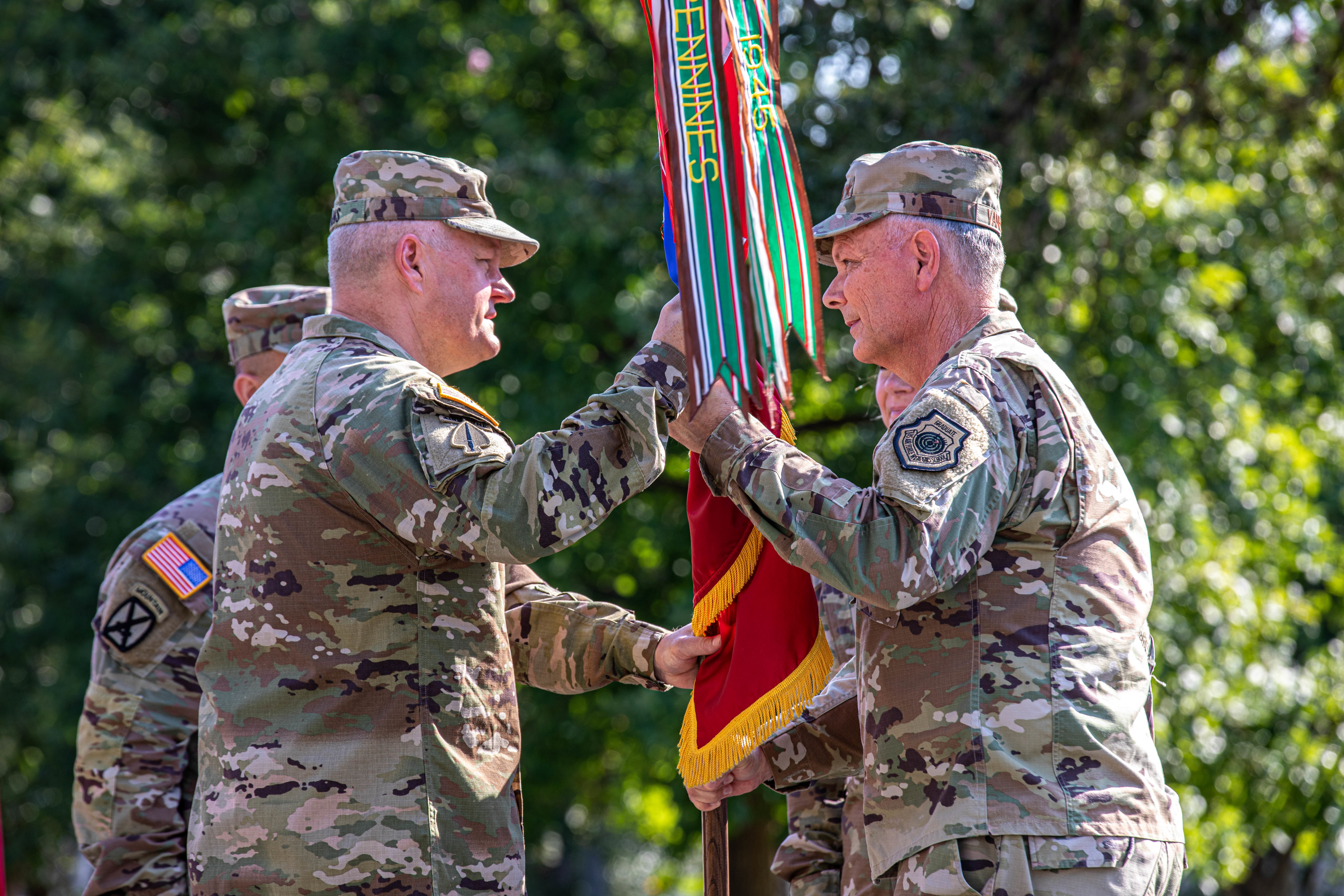
O General Glen D. VanHerck, à direita, comandante do Comando de Defesa Aeroespacial da América do Norte e do Comando Norte dos Estados Unidos, passa a bandeira do Exército Norte dos EUA para o Tenente-General John R. Evans Jr., durante a cerimônia de troca de comando do Exército Norte dos EUA na Base Conjunta de San Antonio-Fort Sam Houston, em 9 de setembro de 2021.

Oficiais totalmente qualificados do Exército Regular, da Guarda Nacional do Exército e da Reserva do Exército são elegíveis e considerados pelo Secretário de Defesa e pelo Congresso ao selecionar o general comandante do Exército Norte dos Estados Unidos.
- LTG Mark W. Clark (Janeiro de 1943 – Dezembro de 1944)
- LTG Lucian K. Truscott (Dezembro de 1944 – Outubro de 1945)
- Inativo (Outubro de 1945 – Junho de 1946)
- LTG Walton Walker (Junho de 1946 – Outubro de 1948)
- LTG Stephen J. Chamberlin (Outubro de 1948 – Dezembro de 1951)
- MG Albert C. Smith (interino, Dezembro de 1951 - Julho de 1952)
- LTG William B. Kean (Julho de 1952 - Setembro de 1954)
- LTG Hobart R. Gay (Outubro de 1954 - Agosto de 1955)
- MG Philip De Witt Ginder (interino, Agosto de 1955 - Outubro de 1955)
- LTG William Howard Arnold (Novembro de 1955 - Dezembro de 1960)
- LTG Emerson LeRoy Cummings (Janeiro de 1961 - Março de 1962)
- MG Lloyd R. Moses (interino, Abril de 1962 - Maio de 1962)
- LTG John K. Waters (Maio de 1962 - Janeiro de 1963)
- LTG Charles G. Dodge (Fevereiro de 1963 - Março de 1966)
- MG Joseph E. Bastion Jr. (interino, Abril de 1966)
- LTG John H. Michaelis (Abril de 1966 - Janeiro de 1969)
- LTG Vernon P. Mock (Janeiro de 1969 - Junho de 1971)
- LTG George V. Underwood Jr. (Julho de 1971 - Setembro de 1971)
- LTG Patrick F. Cassidy (Setembro de 1971 - Setembro de 1973)
- LTG George P. Seneff Jr. (Outubro de 1973 - Junho de 1973)
- GEN John J. Hennessey (Julho de 1973 - Novembro de 1974)
- MG Donald V. Rattan (interino, Novembro de 1974 - Março de 1975)
- LTG Allen M. Burdett Jr. (Março de 1975 - Junho de 1978)
- LTG William B. Caldwell III (Julho de 1978 - Agosto de 1980)
- LTG John R. McGiffert II (Agosto de 1980 - Janeiro de 1983)
- LTG Edward A. Partain (Janeiro de 1983 - Janeiro de 1985)
- LTG Louis C. Menetrey (Janeiro de 1985 - Maio de 1987)
- LTG William H. Schneider (Maio de 1987 - Setembro de 1989)
- LTG George R. Stotser (Setembro de 1989 - Julho de 1991)
- MG Donald E. Eckelbarger (interino, Julho de 1991 - Setembro de 1991)
- BG F.J. Walters (interino, Setembro de 1991 - Outubro de 1991)
- MG Bruce W. Moore (interino, Outubro de 1991 - Novembro de 1991)
- LTG Neal T. Jaco (Novembro de 1991 - Fevereiro de 1994)
- LTG Marc A. Cisneros (Fevereiro de 1994 - Julho de 1996)
- LTG Joseph W. Kinzer (Julho de1996 - Agosto de 1998)
- LTG Robert F. Foley (Agosto de 1998 - Agosto de 2000)
- LTG Freddy E. McFarren (Agosto de 2000 - Decembro de 2003)
- LTG Robert T. Clark (dezembro de 2003 - Dezembro de 2006)
- LTG Thomas R. Turner II (Dezembro de 2006 - Dezembro de 2009)
- LTG Guy C. Swan III (Dezembro de 2009 - Janeiro de 2012)
- LTG William B. Caldwell IV (Janeiro de 2012 - Setembro de 2013)
- LTG Perry L. Wiggins (Setembro de 2013 - Agosto de 2016)
- LTG Jeffrey S. Buchanan (Agosto de 2016 - Julho de 2019)
- LTG Laura J. Richardson (Julho de 2019 – Setembro de 2021)
- LTG John R. Evans Jr. (Setembro de 2021 – Agosto de 2024)
- MG Scott M. Sherman (interino, Agosto de 2024 – Dezembro de 2024)
- LTG Allan M. Pepin (Dezembro de 2024 – presente)